# Jakub Kosiniak
Jakub Kosiniak (ur. 28 maja 1961 w Krakowie) – polski aktor teatralny, telewizyjny i filmowy, lektor filmów dokumentalnych.

## Życiorys
Ukończył studia na Wydziale Aktorskim Państwowej Wyższej Szkoły Teatralnej im. Ludwika Solskiego w Krakowie (1983). Występował na scenach: Teatru Satyry „Maszkaron” w Krakowie (1983-1985, 1992-1995), Teatru im. Juliusza Słowackiego w Krakowie (1988-1992) oraz Teatru Ludowego w Krakowie (1995-1996). Ponadto wystąpił w czterech spektaklach Teatru Telewizji (1989-1995) oraz trzynastu audycjach Teatru Polskiego Radia (1986-1999). Zagrał także w trzech fabularyzowanych dokumentach telewizyjnych o tematyce historycznej ("Jagiellonowie" cz. III i IV - 1991, "Pilecki" - 2015)
Jako narrator (lektor) użyczył głosu w czterdziestu sześciu filmach dokumentalnych, produkowanych głównie na potrzeby Telewizji Polskiej (1990-2021). Jest również lektorem audiobooków, głównie o tematyce religijnej.

## Filmografia
- Dzieci wojny (Les enfants de la guerre) (1991)
- Opowieść o Józefie Szwejku i jego najjaśniejszej epoce (1996) - odc. 6
- Gry uliczne (1996) - policjant
- Miki Mol i Straszne Płaszczydło (1996) - narrator
- Łódka (2007, krótkometrażowy) - przewodnik